# Abel Muzorewa
Abel Muzorewa Tendekayi (Rodésia do Sul, 14 de abril de 1925 – Harare, 8 de abril de 2010) foi um religioso e político do Zimbabwe. Serviu como primeiro-ministro de Zimbabwe-Rodésia pelo Acordo de Lancaster House em 1979. Bispo metodista e líder nacionalista, ele permaneceu na presidência durante apenas alguns meses.

## Juventude
Muzorewa era o mais velho dos oito filhos de um pregador leigo e foi educado na Escola Metodista Unida, Old Umtali, perto de Mutare. Ele foi professor em Mrewa entre 1943 e 1947 antes de se tornar um pregador leigo em tempo integral em Mtoko entre 1947 e 1949. Ele então estudou teologia no Old Umtali Biblical College (1949-1952) e foi ordenado ministro em Umtali em agosto 1953. Ele foi pastor em Chiduku, perto de Rusape, de 1955 a 1958.
Muzorewa frequentou o Central College em Fayette, Missouri, mais tarde Central Methodist University. Naquela época, ele tinha uma esposa e três filhos, que viviam com ele em alojamentos pré-fabricados para estudantes, enquanto seus filhos frequentavam uma escola segregada. Seu filho mais novo, Wesley, e o companheiro de brincadeiras Mark Elrod (filho do bibliotecário da faculdade J. McRee Elrod) tentaram integrar o balcão de sorvetes da drogaria local, mas foram recusados.
Quando Elrod levou Muzorewa para visitar o Scarritt College em Nashville, Tennessee, eles foram impedidos de comer, um incidente que ele menciona em sua autobiografia. No entanto, ele mais tarde se formou como Mestre em Artes pela Scarritt (agora um centro de conferências).
Em julho de 1963, Muzorewa tornou-se pastor de Old Umtali. Um ano depois, ele foi nomeado Diretor Nacional do Movimento da Juventude Cristã e foi destacado para o Conselho Cristão. Em 1966, ele se tornou secretário do Movimento Estudantil Cristão. Em 1968, em Masera, no Botswana, foi consagrado Bispo da Rodésia da Igreja Metodista Unida.

## Conselho Nacional Africano Unido
Em 1971, o governo britânico fechou um acordo com Ian Smith que previa uma transição para o "governo da maioria" em troca do fim das sanções contra o governo. Muzorewa juntou-se a um clérigo inexperiente, o reverendo Canaan Banana, para formar o Conselho Nacional da África Unida (UANC, em inglês) para se opor ao acordo, sob a sigla NIBMAR, em inglês (sem independência antes do governo da maioria).
O referendo proposto foi retirado e Muzorewa tornou-se um líder nacional e uma personalidade internacional. Os movimentos de oposição do governo - a União Nacional Africano do Zimbábue (ZANU, em inglês) do reverendo Ndabaningi Sithole e a União do Povo Africano do Zimbábue (ZAPU) de Joshua Nkomo - colocaram-se sob o guarda-chuva da UANC, embora tivessem algumas dúvidas quando Muzorewa fundou um partido nacional.
Depois que o ZANU (liderado por Robert Mugabe após desentendimentos com Sithole) e o ZAPU empreendeu a guerra de guerrilha, o UANC foi o único partido negro legal, já que rejeitava a violência.

## Acordo interno

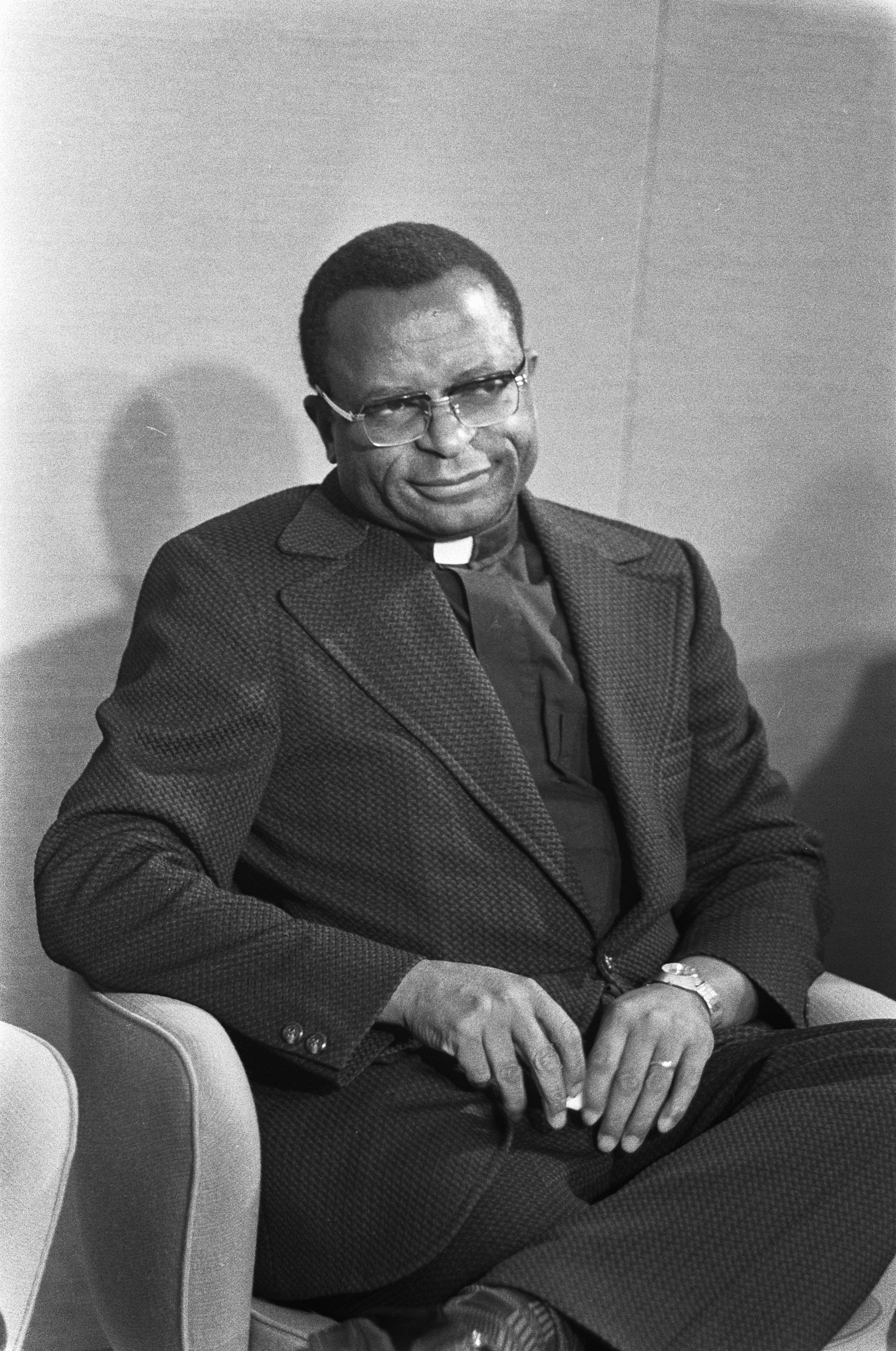
Muzorewa em 1975

Em 3 de março de 1978, Muzorewa, Sithole e outros líderes não exilados assinaram um acordo na Casa do Governo, Salisbury, que pavimentou o caminho para o governo interino, cuja liderança era um Conselho Executivo composto por Muzorewa, Sithole e Jeremiah Chirau, junto com Ian Smith.
Este Conselho Executivo deveria dirigir os assuntos de estado antes da realização das eleições. Uma nova constituição foi elaborada reservando 10 assentos no Senado e 28 assentos na Câmara da Assembleia para a minoria branca, e um quarto dos cargos de gabinete. A constituição foi aprovada em um referendo quase exclusivo para brancos realizado em janeiro de 1979. Uma esmagadora maioria de 85% votou sim.
As eleições foram realizadas e o UANC venceu. Josiah Gumede foi o primeiro presidente, Muzorewa tornou-se primeiro-ministro e o nome do país foi mudado para Zimbabwe Rodésia. No entanto, a guerra que Smith esperava estancar como resultado do acordo continuou inabalável. Mugabe e Nkomo rejeitaram o acordo, acabando com qualquer chance realista de Muzorewa ganhar qualquer legitimidade internacional. Embora a ZANU e a ZAPU pudessem ter participado nas eleições se tivessem deposto as armas, recusaram-se a fazê-lo. O acordo interno também foi condenado pela Resolução 423 de 1978 do Conselho de Segurança das Nações Unidas, que declarou que qualquer acordo elaborado sob o "regime de minorias racistas ilegais" era "ilegal e inaceitável".

## Acordo da Lancaster House
O governo britânico pediu a todas as partes que viessem a Londres para negociações para encontrar uma solução duradoura para a guerra de Bush. Nkomo e Mugabe participaram da conferência sob a bandeira da "Frente Patriótica" (PF). A conferência foi realizada de 10 de setembro a 15 de dezembro de 1979, sob a presidência de Lord Carrington, o Secretário de Relações Exteriores britânico. Muzorewa foi persuadido a aceitar novas eleições, a serem realizadas no início de 1980. De acordo com o acordo final, o governo de Muzorewa revogou a UDI em 11 de dezembro de 1979 e se dissolveu. Como parte de uma transição para a independência reconhecida internacionalmente, o país mais uma vez se tornou a colônia britânica da Rodésia do Sul enquanto aguardava as eleições.
As eleições parlamentares ocorreram no final de fevereiro de 1980, após uma campanha repleta de intimidações por parte da ZANU de Mugabe. O governo britânico considerou brevemente desqualificar a ZANU de participar das eleições por violação flagrante do Acordo de Lancaster House, mas no final não fez nada. Em 4 de março de 1980, as eleições resultaram em maioria para Mugabe e ZANU. O UANC ganhou apenas três dos 80 assentos reservados para africanos na Câmara da Assembleia. Sob Mugabe, o "Zimbábue Rodésia" tornou-se a República do Zimbábue, ou " Zimbábue".

## Visita a Israel, prisão e greve de fome
Muzorewa visitou Israel em 21 de outubro de 1983. Ele instou Mugabe a estabelecer relações diplomáticas, dizendo que suas políticas prejudicam a agricultura e as indústrias de tecnologia do Zimbábue. O governo do Zimbábue prendeu Muzorewa em 1 de novembro sob a acusação de conspirar contra Mugabe para o governo sul-africano. Dois dias depois, Mugabe advertiu Ndabaningi Sithole e Joshua Nkomo contra 'conspiração'. Muzorewa então fez uma greve de fome, que durou de 3 a 11 de novembro.

## Eleições presidenciais de 1996 e 2008
Muzorewa se opôs a Mugabe na eleição presidencial de 1996, mas desistiu depois que a Suprema Corte recusou sua proposta de adiar as eleições com base no fato de que as regras eleitorais eram injustas (já que os fundos do Estado estavam disponíveis apenas para partidos com 15 ou mais cadeiras em parlamento). Ele permaneceu na cédula e ganhou 4,8% do voto popular.
Em 21 de junho de 2007, Muzorewa disse que cidadãos, tanto negros quanto brancos, vieram a sua casa e pediram-lhe para concorrer à presidência. Ele disse que o Zimbábue está "sangrando, econômica e socialmente. É doloroso ouvi-los falar". Ele pediu às pessoas que orassem para que as negociações entre o ZANU-PF e o MDC, mediadas pelo presidente sul-africano Thabo Mbeki, fossem bem-sucedidas e para a "salvação" do Zimbábue. Em última análise, Muzorewa não concorreu nas eleições presidenciais de 2008.

## Morte e sepultamento
Muzorewa morreu aos 84 anos de câncer em sua casa em Harare em 8 de abril de 2010. O Diretor do Christian Care, Reverendo Forbes Matonga, descreveu o legado de Muzorewa como incluindo "seu papel na transição do país para a independência, a Igreja Metodista e a fundação da Universidade da África na cidade de Mutare, no leste do Zimbábue". O comentarista político John Makumbe disse que o legado de Muzorewa no Zimbábue seria o de "um homem de paz". 

O bispo Muzorewa e sua esposa estão enterrados na Estação Missionária Old Mutare, Mutare, província de Manicaland.